# 제인 홀
제인 홀(Jane Hall, 1971년 1월 20일 ~ )은 오스트레일리아의 배우, 희극 배우, 각본가이다.
멜버른에서 태어났다.

## 영화
- 라즐 다즐 (2007년) - 미스 엘리자베스 역
- 코드 11-14 (2003년)
- 고래의 노래 (2000년)
- 숨겨진 진실 (1999년)
- 99 잃어버린 세계 (1997년)
- 홈 앤 어웨이 (1988년) - 레베카 피셔 역